# SOS Racismo Madrid
SOS Racismo Madrid es una organización española sin ánimo de lucro, constituida en el año 1992 con el objetivo de luchar contra el racismo y la xenofobia. Forma parte de la Federación de Asociaciones de SOS Racismo de España. 
Su ámbito de acción es principalmente la Comunidad de Madrid, pese a ello, también participa en campañas y actividades de ámbito estatal e incluso internacional, a través de la Federación. Prioriza el trabajo en red con otras asociaciones y colectivos para lograr que la actividad antirracista tenga repercusión a nivel nacional e internacional.

## Historia
En 1992 es asesinada en Madrid Lucrecia Pérez, una inmigrante de República Dominicana. Este es considerado el primer asesinato racista de la España moderna. A partir de estos hechos se unen un grupo de abogados de CCOO para dar apoyo legal a casos de discriminación, xenofobia y otras injusticias basadas en el color de piel, el origen nacional, las prácticas religiosas u otras diversidades culturales. 
Entre 1998 y 2000 formó parte de la Iniciativa “Papeles para Todos: ningún ser humano es ilegal”, que propugnaba la regularización de las personas inmigrantes ‘sin papeles’. En 2002 fue una de las asociaciones fundadoras de la Red Ciudadana por la Igualdad (RCI), que durante los tres años siguientes desarrolló campañas por la regularización y el derecho al voto de la población inmigrante.

Actualmente forma parte de diversas redes de asociaciones, de ámbito madrileño y español. Es una de las organizaciones pioneras de la Campaña española contra los Centro de Internamiento de Extranjeros, CIEs No, que denuncia la existencia de Centros de Internamiento de Extranjeros, así como la vulneración de derechos humanos en las fronteras, las redadas racistas y los vuelos de expulsión. 
También, SOS Racismo Madrid, es uno de los colectivos fundadores de la Plataforma No Somos Delito, creada en 2013 para luchar contra las “leyes mordaza” (nuevo Código Penal, Ley de Seguridad Ciudadana, Ley de Seguridad Privada, etc). 

## Campañas de sensibilización y denuncia social
A lo largo de su trayectoria SOS Racismo Madrid ha desarrollado numerosas campañas, generalmente en colaboración con otras asociaciones y colectivos. Las principales han sido las siguientes:
- Campañas contra la Ley de Extranjería: Se han llevado a cabo periódicamente, cada vez que se ha producido un endurecimiento de dicha ley, para denunciar su carácter discriminatorio (diferentes derechos para las personas en función de su situación administrativa) y represivo.
- Campañas por los derechos políticos de las personas migrantes: Centradas sobre todo en la exigencia del derecho al sufragio activo y pasivo para los inmigrantes con permiso de residencia. Se han desarrollado varias, en coordinación con otras organizaciones, generalmente coincidiendo con la cercanía de procesos electorales.
- Campañas contra los CIE, las redadas racistas y los vuelos de deportación. Desarrolladas a través de la Comisión CIEs, de manera ininterrumpida desde 2009.
- Campañas por la Sanidad Universal: SOS Racismo Madrid ha apoyado las campañas contra el Real Decreto 16/2012, que retiró la tarjeta sanitaria a cientos de miles de personas migrantes, impulsadas por otros colectivos como Médicos del Mundo, Yo Sí Sanidad Universal y Amnistía Internacional.
- Campañas contra las Leyes Mordaza: SOS Racismo Madrid fue una de las organizaciones fundadoras de la plataforma No Somos Delito, en 2013. Desde entonces ha participado en las tareas e iniciativas de dicha plataforma y ha divulgado su actividad y convocatorias.
- Campañas por el respeto a los DD HH en las fronteras de la UE: Tanto a través de la Federación estatal de SOS Racismo como en iniciativas organizadas por la Campaña estatal CIEs No.